# فيروس التهاب الدماغ الياباني
فيروس التهاب الدماغ الياباني هو الفيروس المسبب لالتهاب الدماغ الياباني، وهو من الفيروسات المصفرة.
الفيروس ذو صلة بفيروسات أخرى مثل فيروس غرب النيل وفيروس التهاب دماغ القديس لويس.